# Puerta de Vallecas

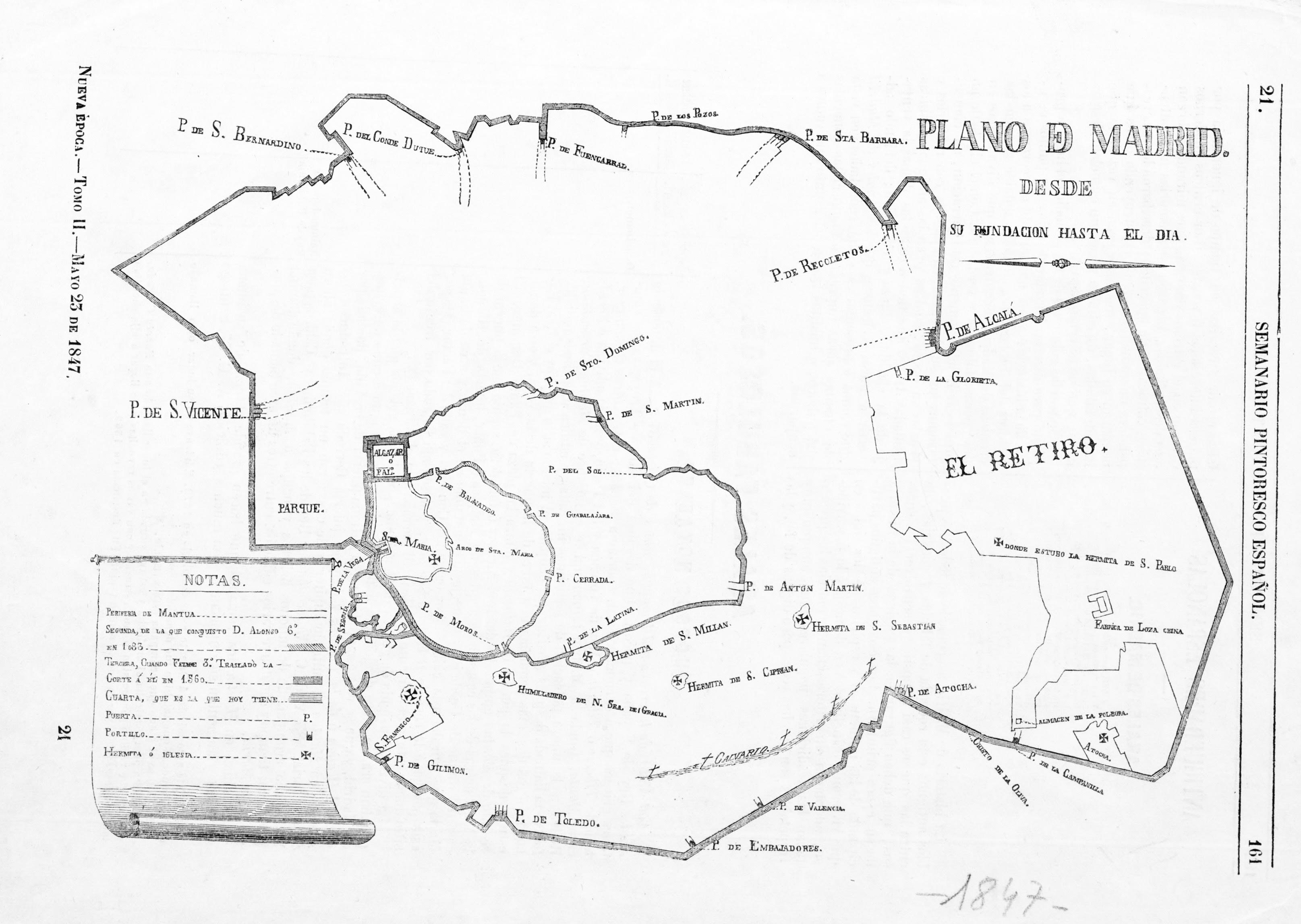
Esquema de murallas, cercas, puertas y portillos de Madrid, a lo largo de su historia antigua. Dibujo publicado en 1847 por el Semanario Pintoresco Español.

La Puerta de Vallecas fue un acceso a la ciudad de Madrid. Tuvo su origen en la primera puerta que, con el nombre de puerta de Atocha, daba paso desde la ciudad medieval al arrabal de Santa Cruz.
Aparece representada y rotulada como Puerta de Vallecas en el plano de 1656 de Pedro Teixeira después de haber sido trasladada al entorno de la ermita de Atocha, al final de la calle de ese nombre. La denominación de puerta de Vallecas se le dio entonces por coincidir con el antiguo camino que llevaba hasta el poblado de Vallecas, en el espacio que en el siglo xxi ocupa la glorieta de Atocha,. Al construirse la nueva cerca de Felipe IV se sustituyó por la primera puerta de Atocha en 1748, que luego sería reformada, y derribada el 28 de junio de 1850.